# Потрекі Оярс Дмитрович
Оярс Дмитрович Потрекі (1942 — ?) — латвійський радянський державний і комуністичний діяч, кандидат економічних наук, секретар ЦК КП Латвії.

## Життєпис
Трудову діяльність розпочав у 1959 році робітником ризького заводу ВЕФ.
Освіта вища. Закінчив Латвійський державний університет.
Член КПРС з 1965 року.
Після закінчення університету працював інструктором, завідувачем сектора ЦК ЛКСМ Латвії. Потім працював коментатором редакції останніх новин Комітету із телебачення і радіомовлення при Раді міністрів Латвійської РСР.
З 1971 року — старший викладач, доцент, професор Латвійського державного університету. П'ять років очолював партійний комітет університету.
24 травня 1990 — серпень 1991 року — секретар ЦК КП Латвії.
Подальша доля невідома.